# سقنقور مخيف
سقنقور مخيف (الاسم العلمي: Phoboscincus)، جنس عظاءات صغيرة القد، من فصيلةالسقنقورية. هناك نوعان معروفان في جنس السقنقور المخيف. عُثر على كلا النوعين في جزر شتى من كاليدونيا الجديدة.

## الأنواع
- Phoboscincus bocourti (Brocchi, 1876) – سقنقور مرعب[3]
- Phoboscincus garnieri (Bavay, 1869) – سقنقور غارنييه[4]

## للاستزادة
- Greer AE (1974). "The genetic relationships of the scincid lizard genus Leiolopisma and its relatives". Australian J. Zool. Supplementary Series 22 (31): 1-67. (Phoboscincus, new genus).